# Hans Dedi
Johannes (Hans) Dedi (* 11. Dezember 1918 in Basel; † 12. Juni 2016 in Fürth) war ein deutscher Unternehmer und Kaufmann. Nach der Heirat mit Louise Schickedanz, einer Tochter von Gustav Schickedanz, trat Dedi in das Quelle-Versandunternehmen ein. Er leitete von 1977 bis 1988 den Schickedanz-Konzern.

## Leben
Dedi kam als Sohn des Textilfabrikanten Joseph Dedi zur Welt. Sein Vater war Vorstand der Textilfabrik Hüssy & Künzli AG in Murg/Baden und Ehrenbürger des Ortes. Er besuchte das Internat in Salem, wo er die Reifeprüfung ablegte, sowie die Höhere Handelsschule in Neuchâtel.
Während seines Kriegsdienstes im Zweiten Weltkrieg, zuletzt als militärischer Fluglehrer, wurde Dedi verwundet. Nachdem er aus dem Lazarett entlassen worden war, trat er 1946 in die Spinnerei und Weberei Offenburg ein und stieg dort bis in den Vorstand hoch. 1952 heirateten Hans Dedi und Louise Schickedanz (1925–1994), Tochter aus erster Ehe von Gustav Schickedanz (1895–1977), dem Chef des Versandhauses Quelle. 1958 wechselte er als Prokurist in das Unternehmen seines Schwiegervaters, wurde 1962 Generalbevollmächtigter und übernahm nach dem Tod von Gustav Schickedanz 1977 den Vorstandsvorsitz. 1982 wechselte er auf den Vorstandsvorsitz der Schickedanz Holding. Obwohl Dedi somit seit 1977 nominell Konzernchef der Schickedanz-Gruppe war, nahm Grete Schickedanz immer noch großen Einfluss auf die Geschicke des Unternehmens als Vorstands- und Verwaltungsratsvorsitzende bei Quelle sowie Gesellschafterin der Holding Gustav und Grete Schickedanz KG. Sie trat erst im Februar 1987 zurück.
Nach dem Tod seines Vaters übernahm Dedi 1967 zusätzlich das Familienunternehmen Hüssy & Künzli AG und 1970 die Gold-Zack Werke. Er engagierte sich außerdem als Mitglied und Vizepräsident im Präsidium der Außenhandelsvereinigung des Deutschen Einzelhandels. 1988 trat er in den Ruhestand. Er war jedoch als Mitglied des Stiftungsrates bis Ende 1994 noch im Schickedanz-Konzern tätig. Mit seiner Arbeit trug er wesentlich zum geschäftlichen Erfolg und zur Umsatzsteigerung der Schickedanz-Gruppe in den Jahren 1958 bis 1988 bei.
Zuletzt lebte Dedi in Fürth, dem ehemaligen Sitz des Stammhauses von Quelle. Der Ehe mit Louise Schickedanz († September 1994) entstammen die Kinder Roland (†), Martin und Margarete. Hans Dedi war in seiner zweiten Ehe mit Irmingard Dedi, geb. Post, verheiratet.

## Ehrungen
- 1980: Bayerischer Verdienstorden[1]
- 1983: Großes Bundesverdienstkreuz[1]
- 1988: Großes Silbernes Ehrenzeichen für Verdienste um die Republik Österreich[1]
- 1989: Großes Verdienstkreuz mit Stern der Bundesrepublik Deutschland